# Токак
Токак, или Тукак, или Дукак — отец Сельджука, первого бека тюркской династии Сельджукидов. Токак ибн Лукман, происходивший из рода Тугшырмыша, сына Керекучи-ходжи из племени и рода Кынык. Отец Токака Лукман был мастером по изготовлению кибиток при дворе тюркских падишахов.
Имя "Токак" означает "Железная стрела".
Служил на военной службе у ябгу Али, правителя Дженда. Существует иная версия, что Токак находился на службе у хазарского кагана. В одной персидской книге под названием Малик-наме написано, что на службе у хазарского кагана находился воин по имени Тукак (об этом говорят Бар Эбрей и Ибн Хассул). По всей вероятности, Токак служил хазарам до времени упадка хазарского государства, а затем заключил союз и перешёл на службу к огузскому ябгу, став вторым по значению человеком у огузов. Скорее всего на союз с огузами его подтолкнуло давление половцев, очень усилившихся после разгрома хазарского войска во главе с каганом — киевским князем Святославом Игоревичем, напавшим на Хазарию в 965 году. (Другая версия, в 969 году.). В любом случае происхождение Токака считается более древним, как и его рода Кынык (так как в древности фамилии изменялись с назначением в основном профессии, или местности, либо пренадлежности к клану, на востоке), но слабо изученным.